# Philophrosyne (lune)
Pour la déesse grecque, voir Philophrosyne.
Jupiter LVIII Philophrosyne, provisoirement désigné S/2003 J 15, est un satellite naturel de Jupiter.

## Caractéristiques physiques
Peu de choses sont connues sur Philophrosyne, mais il s'agit de l'un des plus petits satellites de Jupiter. Avec une magnitude de 16,8, il possèderait un diamètre moyen d'environ 1,4 kilomètre.

## Orbite
Philophrosyne orbite autour de Jupiter à la distance moyenne de 22 011 816 kilomètres en un peu plus de 667 jours, avec une inclinaison de 140° sur l'écliptique et une excentricité de 0,11. Comme tous les satellites externes de Jupiter, il est rétrograde.
Philophrosyne pourrait faire partie du groupe d'Ananké. Ses éléments orbitaux n'étant pas connus avec précision, cette appartenance n'est pas déterminée de façon définitive.

Diagramme illustrant l'orbite des satellites irréguliers de Jupiter. Le groupe d'Ananke est visible sur le centre-gauche.
Diagramme illustrant l'inclinaison des quatre principaux membres du groupe d'Ananke en fonction du demi-grand axe.

## Découverte
Philophrosyne fut découvert par l'équipe de Scott Sheppard sur des images datant du 6 février 2003 ; la découverte fut annoncée le 3 avril 2003. Le satellite reçut alors la désignation provisoire S/2003 J 15, indiquant qu'il fut le 15e satellite imagé autour de Jupiter en 2003.

## Dénomination
La réobservation de S/2003 J 15 est annoncée le 5 juin 2017 et le satellite est renommé Jupiter LVIII le 9 juin suivant. La lune reçoit son nom, Philophrosyne, le 19 août 2019. Ce nom est celui d'une déesse mineure de la mythologie grecque, Philophrosyne, la déesse de l'amitié et de la bienveillance, fille d'Héphaïstos et d'Aglaé et donc, petite-fille de Zeus (équivalent grec de Jupiter)

## Nom
La lune a été nommée en 2019 d'après Philophrosyne (Φιλοφροσύνη), l'esprit grec ancien de l'accueil, de l'amabilité et de la gentillesse, fille d'Héphaïstos et d'Aglaéa et petite-fille de Zeus. Le nom est issu d'un concours de dénomination organisé sur Twitter où il est suggéré par des utilisateurs dont CHW3M Myth Experts (@Chw3mmyths) qui est une classe de 11e année d'histoire étudiant la philosophie grecque et romaine à partir de 2019, Victoria (@CharmedScribe), et Lunartic (@iamalunartic) qui a parallèlement aidé à nommer une autre lune jovienne Euphémé,,.